# Khronos (Rotting Christ)
Khronos è il sesto album in studio del gruppo musicale Rotting Christ, pubblicato il 2000 dalla Century Media Records.

## Tracce
1. "Thou Art Blind" – 2:47
2. "If It Ends Tomorrow" – 4:28
3. "My Sacred Path" – 5:38
4. "Aeternatus" – 3:14
5. "Art of Sin" – 5:18
6. "Lucifer Over London" (David Tibet) – 5:15
7. "Law of the Serpent" – 2:08
8. "You Are I" – 3:27
9. "Khronos" – 6:37
10. "Fateless" – 4:10
11. "Time Stands Still" – 5:04
12. "Glory of Sadness" – 11:22

## Formazione
- Sakis “Necromayhem” Tolis - voce, chitarra, basso, testi
- Giorgos Tolias - tastiera